# Tvoje lice zvuči poznato (3. sezona)
Tvoje lice zvuči poznato 3 predstavlja treću sezonu hrvatskog plesno-pjevačkog showa Tvoje lice zvuči poznato. Show je utemeljen na izvornoj nizozemskoj inačici Your Face Sounds Familiar.
Treća sezona showa započela je 25. rujna 2016., a završila 18. prosinca 2016. godine. Prikazivala se svake nedjelje u 20 sati na kanalu Nova TV. 

## Voditelji i žiri

### Voditelji
- Igor Mešin
- Rene Bitorajac

### Žiri
U trećoj sezoni showa članovi žirija su tri stalna člana:
- Goran Navojec - glumac
- Sandra Bagarić - operna pjevačica
- Tomo In Der Mühlen - producent i DJ

### Gostujući članovi žirija:
- Saša Lozar
- Ecija Ojdanić
- Maja Šuput
- Indira Levak
- Ivan Šarić
- Danijela Martinović
- Andrea Andrassy
- Nives Ivanković
- Ivana Marić
- Alka Vuica
- Ivan Zak
- Mario Petreković
- Petar Grašo

## Natjecatelji
U trećoj sezoni iz tjedna u tjedan nastupa osam kandidata.
| Natjecatelj    | Godina rođenja | Mjesto rođenja     | Zanimanje         |
| -------------- | -------------- | ------------------ | ----------------- |
| Mateo Cetinski | 1974.          | Pula, Hrvatska     | Pjevač i dizajner |
| Damir Kedžo    | 1987.          | Omišalj, Hrvatska  | Pjevač            |
| Filip Dizdar   | 1989.          | Zadar, Hrvatska    | Pjevač            |
| Fil Tilen      | 1988.          | Bjelovar, Hrvatska | Pjevač i reper    |
| Ana Maras      | 1981.          | Split, Hrvatska    | Glumica           |
| Žanamari Lalić | 1981.          | Makarska, Hrvatska | Pjevačica         |
| Hana Hegedušić | 1976.          | Zagreb, Hrvatska   | Glumica           |
| Lana Jurčević  | 1984.          | Zagreb, Hrvatska   | Pjevačica         |

## Pregled epizoda
Pobjednik trinaeste epizode i treće sezone showa Tvoje lice zvuči poznato je Damir Kedžo.

## Vanjske poveznice
- Službena stranica
- Službena Facebook stranica
- Službeni YouTube kanal
- Službeni Instagram profil
- Službeni Twitter profil